# Skałopałanka australijska
Skałopałanka australijska, pseudopałanka naskalna (Pseudochirops dahli) – gatunek ssaka z podrodziny nibypałanek (Pseudochiropsinae) w obrębie rodziny pseudopałankowatych (Pseudocheiridae).

## Taksonomia
Gatunek po raz pierwszy zgodnie z zasadami nazewnictwa binominalnego opisał w 1895 roku norweski zoolog Robert Collett nadając mu nazwę Pseudochirus dahli. Miejsce typowe to obszar rzeki Mary (13°30′S 131°30′E/-13,500000 131,500000), Terytorium Północne, Australia. Okazy typowe to seria syntypów: skóra i czaszka samca, zebrany przez K. Dahla w Mary River w Północnej Australii w maju 1895 (obecna sygn. NMV C3948, National Museum of Victoria), zebrany przez norweskiego przyrodnika Knuta Dahla w maju 1895 roku; skóra i czaszka samicy (obecna sygn. AM M.1247 (skóra) i AM M.13593 (czaszka), Muzeum Australijskie), zebrana przez Dahla w maju 1895 roku; skóra i czaszka samicy (obecna sygn. BMNH 1897.4.12.4, Muzeum Historii Naturalnej w Londynie, zebrana przez Dahla w maju 1895 roku; skóra i czaszka samicy (obecna sygn. RMNH.MAM 13392, Rijksmuseum van Natuurlijke Historie), zebrana przez Dahla w maju 1895 roku; oprawiona skóra z czaszką samca (sygn. NHMO 1424, Naturhistorisk museum, Uniwersytet w Oslo), zebrany przez Dahla 14 maja 1895 roku; skóra i czaszka samicy (sygn. NHMO 1492, Naturhistorisk museum, Uniwersytet w Oslo), zebrana przez Dahla 10 maja 1895 roku; skóra i czaszka młodej samicy (sygn. NHMO 1539, Naturhistorisk museum, Uniwersytet w Oslo), zebrana przez Dahla 5 maja 1895 roku.
Część ujęć systematycznych umieszcza P. dahli w monotypowy rodzaju Petropseudes; w rodzaju Pseudochirops umieszczany na podstawie ograniczonych danych genetycznych. Zachodzi potrzeba dodatkowych badań z wykorzystaniem większej liczby genów, aby lepiej określić pozycję filogenetyczną P. dahlii. W 2020 roku kontrowersyjny australijski herpetolog Raymond Hoser opisał trzy nowe gatunki (fiacummingae, jamesbondi i waddamaddawidyu), jednak autentyczność nazw opisanych przez Hosera jest kwestionowana przez władze teriologicznej i herpetologiczne oraz ICZN. Potrzebne są dalsze badania, aby udowodnić, czy te podgatunki są ważne.
Autorzy Illustrated Checklist of the Mammals of the World uznają ten gatunek za monotypowy.

### Etymologia
- Pseudochirops: rodzaj Pseudochirus Ogilby, 1836 (pseudopałanka); gr. ωψ ōps, ωπος ōpos ‘wygląd, oblicze’[18].
- dahli: prof. dr Knut Dahl (1871–1953), norweski przyrodnik, odkrywca, kolekcjoner z Australii w latach 1894–1896[19].

## Zasięg występowania
Skałopałanka australijska występuje endemicznie w północnej Australii, z dwiema głównymi populacjami: jedna zamieszkuje w regionie Kimberley w Australii Zachodniej rozciągając się na zachodnie Terytorium Północne, natomiast druga zamieszkuje północno-środkowe Terytorium Północne do Lawn Hill National Park w północno-zachodnim Queensland; występuje również na wyspie Groote Eylandt.

## Morfologia
Długość ciała (bez ogona) 32–39 cm, długość ogona 20–26 cm; masa ciała 1,3–2 kg. Mały torbacz o budowie ciała przystosowanej do naziemnego trybu życia (w odróżnieniu od innych przedstawicieli tej rodziny, które preferują nadrzewny tryb życia). Sierść na wierzchu ciała koloru szarego lub szarobrązowego z pręgami na grzbiecie. Spód ciała jest jaśniejszy. Futro jest długie i wełniste, również u nasady chwytnego ogona. Koniec ogona jest nagi. Głowa o małych, zaokrąglonych uszach i dużych, ciemnych oczach. Białe plamy przy uszach i oczach. Źrenice oczu ustawione pionowo.

## Tryb życia
Zamieszkuje skały i rumowiska, nierzadko w pobliżu wody. Skałopałanka australijska jest zwierzęciem aktywnym nocą, dzień spędzając na ziemi, śpiąc wśród odłamków skalnych lub w skalnych szczelinach. Nie buduje gniazd. Żyje w małych grupach rodzinnych składających się z 2–4 osobników (obserwowano również grupy liczące do 10 osobników), zajmując obszar około 1 ha. Prowadzi skryty tryb życia i unika kontaktu z innymi grupami pseudopałenek. Najczęściej o obecności skałopałanki australijskiej świadczą czerwonobrązowe odchody w kształcie wałeczków o dł. 15–25 mm i śr. 5 mm. Samica rodzi 1–2 (najczęściej jedno) młode, które spędzają pierwsze 5 tygodni w torbie matki. Po tym okresie coraz częściej opuszczają torbę samicy. Samiec aktywnie uczestniczy w wychowywaniu młodych, często nosząc małe na plecach. Po 7 miesiącach młode uzyskują dojrzałość płciową.
Gatunek ten odżywia się kwiatami, owocami i liśćmi drzew i krzewów rosnących wśród skał lub w ich pobliżu.

## Znaczenie
Na gatunek ten polują liczne zwierzęta: dingo australijski (Canis familiaris dingo), pyton północnoaustralijski, pyton oliwkowy (Liasis olivaceus), niełazy (Dasyurus), sowy, koty domowe (Falis catus) i psy domowe (Canis familiaris familiaris) oraz człowiek (Homo sapiens).

## Zagrożenie i ochrona
W Czerwonej księdze gatunków zagrożonych Międzynarodowej Unii Ochrony Przyrody i Jej Zasobów została zaliczona do kategorii niskiego ryzyka LC (ang. least concern ‘najmniejszej troski’).